# Säkulares Gleichgewicht
Der Begriff säkulares Gleichgewicht oder dauerndes Gleichgewicht entstammt der Kernphysik und beschreibt eine Beziehung zwischen den Aktivitäten von Radionukliden innerhalb einer Zerfallskette oder bei der Herstellung von künstlichen Radionukliden. Übergeordnet spricht man von radioaktivem Gleichgewicht. 
Wenn die Halbwertszeit des Mutternuklids wesentlich länger als die des Tochternuklids ist, dann nähert sich die Aktivität des Tochternuklids mit der Zeit an die Aktivität des Mutternuklids an. Wenn beide Aktivitäten gleich sind, ist das säkulare Gleichgewicht erreicht, da in diesem Zustand das Mutternuklid durch den Zerfall immer gerade so viele Kerne des Tochternuklids nachliefert, wie im gleichen Zeitraum Tochternuklid-Kerne zerfallen.
Das Zerfallsprodukt („Tochternuklid“) vieler Radionuklide ist selbst wieder radioaktiv, dies kann – wie zum Beispiel bei den primordialen Isotopen von Uran und Thorium – mehrere Generationen umfassen und führt zu noch komplexeren Situationen.

## Mögliche Gleichgewichte
Säkulares GleichgewichtTMutter ≫ TTochter: Die Aktivität des Tochternuklids gleicht sich der Aktivität des Mutternuklids asymptotisch an.
Im Beispiel 137Cs ⇒ 137mBa
Transientes GleichgewichtTMutter > TTochter: Die Aktivität des Tochternuklids erreicht am Punkt seiner maximalen Aktivität die Aktivität des Mutternuklids und überholt diese. Das Verhältnis beider Aktivitäten erreicht asymptotisch TMutter / (TMutter − TTochter).
Im Beispiel 211Pb ⇒ 211Bi beträgt dieser Wert 1,063.
Fehlendes GleichgewichtTMutter ≲ TTochter: Auch hier erreicht die Aktivität des Tochternuklids am Punkt seiner maximalen Aktivität die Aktivität des Mutternuklids und überholt diese. Bei näherungsweise gleicher oder bei geringerer Halbwertszeit des Mutternuklids wächst aber das Verhältnis beider Aktivitäten kontinuierlich an und erreicht (bei TMutter ≤ TTochter nie, sonst zumindest im Rahmen der Beobachtbarkeit) kein Gleichgewicht mehr.
Im Beispiel 214Pb ⇒ 214Bi beträgt dieser Wert rechnerisch 3,94, allerdings sind schon bei Erreichen des Wertes 3,77 99,99 % des Mutternuklids zerfallen. Der Gleichgewichtszustand ist in diesem Beispiel zwar berechenbar, aber nicht beobachtbar.

Säkulares Gleichgewicht Die Halbwertszeit des Mutternuklids ist wesentlich länger als die der Tochter. Nach etwa zehn Halbwertszeiten des Tochternuklids stellt sich der Gleichgewichtszustand ein.
Transientes Gleichgewicht Die Halbwertszeit des Mutternuklids ist noch deutlich länger als die der Tochter. Es stellt sich ein transientes Gleichgewicht ein, das Verhältnis der Aktivitäten strebt einem Grenzwert zu.
Fehlendes Gleichgewicht Die Halbwertszeit des Mutternuklids ist ähnlich oder gar geringer als die der Tochter. Es stellt sich kein Gleichgewicht mehr ein.